# Вяземский, Константин Александрович
Князь Константи́н Алекса́ндрович Вя́земский (1853, Ратмино, Кашинский уезд, Тверская губерния, Российская империя — 1909, гора Афон, провинция Греческая Македония) — русский путешественник, паломник из рода Вяземских. Почётный член Французского географического общества.

## Биография
Константин Александрович относился к последнему из трёх поколений ветви «ратминских» князей Вяземских, которые были связаны происхождением с Тульской и Владимирской губерниями.

Успешно окончил столичный Пажеский корпус, но служить не стал и выбрал себе другую судьбу, предпочёл жизнь в путешествиях в удалённые и малоизвестные столичным обывателям места. В своих заметках, напечатанных в московском журнале «Русское Обозрение» в 1895 году, он так объясняет свой выбор: 
«Я задумал свои экскурсии вовсе не для того, чтобы удивлять почтеннейшую публику, а просто потому, что цель своей жизни полагаю в путешествиях. У всякого свой вкус: кто гонится за чинами, кто стремится к наживе, а кто, вот как я, изучает земной шар в его разных частях со всеми особенностями».
Будучи непонятым и не принятым столичным бомондом и представителями официальных структур по географическим путешествиям, он остался мало замечен в российской истории. Определённая известность князя Вяземского была связана с то ли карточными, то ли ещё какими авантюрами и скандальной продажей им своего родового имения летом 1880 года адвокату Н. П. Шубинскому.
Главный вопрос — каковы мотивы продажи имения князем Константином Вяземским? К сожалению, на текущий момент до нас не дошли какие-либо письменные источники, которые бы проливали объективный свет на обстоятельства и причины этих риэлтерских метаморфоз на дубненском устье. Архивных данных нет, мемуары молчат. Возможно, ответы на эти вопросы пылятся в семейном архиве Шубинского-Ермоловой, либо их аристократического окружения и с нетерпением ждут своего пытливого исследователя. Поэтому все наши рассуждения на заданную тему — не более чем попытка системно проанализировать возможные варианты… Изучение любопытной биографии князя Константина Александровича Вяземского наводит на определённую мысль… Молодой князь продает имущество — усадьбу своего отца и деда, которой они владели с 1815 года, и отправляется в путешествие в… Африку, в Марокко. Оставить отчий дом, привычную обстановку, наконец, родную страну ради эпатажного и откровенно опасного путешествия на марокканские пески. Безусловно, на такой странный поступок мог решиться только человек авантюрного склада характера, которого ничто не держало в родных пенатах.
.
О своих путешествиях в 1895 году сам он сообщал следующее:
…Я не новичок в деле странствования. Побывал кое-где, уже не говоря о Европе, которую я исколесил по всем направлениям, я побывал в Азии, побывал и в Африке. Путешествую я по большей части верхо́м по той простой причине, что если захочешь заехать в глубь страны, где только и можно увидеть нечто оригинальное, самобытное, то других способов передвижений нет.
Князь попытался приспособить к путешествиям велосипед, но быстро отказался от этой идеи: «эта игрушка нуждается в гладкой, ровной и твёрдой почве, почти нигде не встречающейся». А вот морские прогулки князь и вовсе не переносил: «Ездить по морю и приставать в портах не имеет большого интереса, ибо тут встречаешь не истинную жизнь народов, а извращенную наносную цивилизацию. Любоваться необъятностью небес и беспредельною ширью вод можно какой-нибудь час, а если дольше, то это возбуждает такую скуку у мало-мальски мыслящего человека, что хоть выкидывайся за борт. Все свои путешествия я совершаю всегда по земле, не избегая, однако, и рек».
Когда после своего путешествия верхо́м по Азии Вяземский в тридцатый раз вернулся в Париж, французские журналисты допытывались у него, что заставило его так рисковать жизнью и ради каких таких целей он это совершает, князь ответить, что «умирают только раз в жизни». От путешествий он желал получить прежде всего удовольствие.
Своё первое путешествие в северную Африку, в «таинственный Магриб» Константин Вяземский предпринял в 1881 году, отправившись в Марокканское королевство — оно всегда привлекало русских. Это путешествие Вяземский называл наиболее счастливым в его жизни; современники отмечают, что оно носило характер экстравагантного свадебного путешествия молодого князя.
Вяземский с женой высадились в Танжере, или, как его тогда называли, Танхере, о чём князь не преминул записать в своем дневнике: «1881 года, 9 декабря я отправился из приморского города Танхера в город Марокко верхо́м, ибо колесных путей там нигде нет. Я пользовался рекомендациями испанского правительства, поэтому мне местные власти всячески содействовали для снабжения экспедиции всем нужным. От Танхера до Марокко 500 вёрст. Дорога сначала пролегает берегом океана, а затем направляется в глубь страны. Путешествие мое длилось 19 дней». В ходе путешествия он посетил также город Марракеш.
В Россию Вяземский возвратился через Алжир и Тунис, но об этом его путешествии ничего не известно.
В 1883 году Вяземский предпринимает новое путешествие: 13 (26) сентября князь покинул Константинополь, пересёк на лошадях всю Малую Азию, Сирию, Палестину, Синайскую пустыню и, достигнув в декабре того же года страны пирамид (Египет), отправился дальше — в Судан. Обратный путь в Россию он держал через Сирию, Месопотамию, турецкий Курдистан, Армению, Северный Кавказ.
О своих путешествиях Вяземский докладывал Французскому географическому обществу, а свои путевые очерки публиковал во влиятельной и респектабельной парижской газете «Фигаро». Когда же князь решил объехать всю Азию верхо́м и добраться через Китай в Сиам, — что составляло примерно 40 тысяч вёрст, то Русское географическое общество посчитало это полнейшей авантюрой и официально признало его предприятие «неисполнимым», твёрдо отказалось содействовать в нём. Мнение официальных учёных не смутило путешественника, и он отправился в путь, собрав средства, где только мог, в сопровождении одного лишь слуги — бывшего солдата Людвига. Путь лежал сначала по Московско-Иркутскому тракту через Урал и Сибирь (с остановкой в Томске), затем через Китай. Из этого путешествия К. А. Вяземский вернулся в Москву в 1895 году.
Свои географические и картографические труды он отправил в Русское Географическое Императорское Общество, которое ответило отказом в их рассмотрении, причиной которого была неординарная личность самого путешественника. Однако французские коллеги по достоинству оценили работу российского аристократа, приняв его почётным членом Французской Географической Национальной Академии.
В 1891 году Константин Вяземский отправился объехать всю Азию верхо́м с целью добраться через Сибирь и Китай в сказочную восточную страну Сиам (ныне — Таиланд). Провожавшие его на вокзале в Москве прощались с ним, как с обречённым на смерть. Он выполнил программу путешествия за два с половиной года, а также
…был ранен в плечо и руку пулей и штыком, ограблен по дороге — потерял все собранные коллекции и побывал в плену у китайских разбойников.
Князь Вяземский стал также известен тем, что побывав в 1891 году в Томске, он определил неофициальное наименование городу как Сибирские Афины, отметив это в своих публикациях в московских географических журналах. Вскоре словосочетание в различных столичных изданиях закрепилось именно за Томском, и до сих пор является его вторым брендом. Он писал: «Томск, один из самых больших городов Сибири, расположен на берегу реки Томи, на возвышенности. Посреди города — небольшой холм, с него виден весь город. Это всё очень напоминает Акрополь Афинский; тот тоже возвышается посреди города». Впрочем, только это сравнение в заметке даётся без сарказма, коим князь всегда живописует быт народов, встреченных им в своих путешествиях.
После роздыха и пополнения имущества в Томске, через Китай Вяземский проследовал в загадочный Бангкок.
В этом своём азиатском путешествии князь пересёк Сибирь на почтовой тройке, верхо́м проехал пустыню Гоби по древней дороге, проложенной ещё Чингисханом, и проник в Тонки́н. Затем, как и обещал читателям «Фигаро», добрался до реки Меконг через неизведанные тогда страны моев и путаев, посетил Камбоджу, затем вернулся в дружественный России Сиам, осмотрев знаменитые развалины Ангкора и Пимая. У князя оставалось ещё несколько лошадей из Томска, которые возбуждали большой интерес всех встречных. Для того, чтобы продолжить путешествие, ему пришлось их оставить и заменить на более приспособленных к условиям джунглей слонов.
Вяземский проехал до Бангкока и пробрался дальше к северу вдоль реки Минанама, затем пересёк Бирманию с востока на запад, потом с юга на север. В Рангуне он оставил своих слонов и направился в Бенгалию. Три месяца он путешествовал по Индии, после чего через Кашмир и Гималайский хребет проник в загадочный Тибет.
Вяземский не любил распространяться на тему своего пребывания в Тибете, но из некоторых его обрывочных фраз и полунамеков можно предположить, что он довольно близко, в силу неизвестных нам причин, сошелся с буддийскими монахами и ему удалось проникнуть в некоторые их тайны и кое-чему научиться, в отличие от большинства европейцев. Например, Вяземский научился у бонз долгое время обходиться без воды и пищи, особенно на морозе….
В 1895 году К. А. Вяземский намеревался пересечь Африку от Каира до мыса Доброй Надежды. Путешествие не состоялось, сказывали, что кредитных долгов накопилось изрядно и более денег князю уже никто не давал.
Через несколько лет после начала своей деятельности неординарного путешественника К. А. Вяземский снова круто меняет свою жизнь, в 1896 году уходит в знаменитый русский Пантелеимонов монастырь на горе Афон в Османской империи (сегодня это уже Греция). Здесь, под именем «иеромонаха Киприана», он стал библиотекарем… Ведя аскетичный образ жизни, проводя время в молитве и написании духовных произведений, бывший князь снискал авторитет среди монашеской братии монастыря и даже за его пределами.
О переживаниях К. А. Вяземского в Афоне пишет географический журнал «Вокруг света» (1993):
Хранителем одного из крупнейших собраний древних рукописей, которое тогда представляла библиотека Пантелеимонова монастыря, мог стать человек прекрасно образованный, обладающий разносторонними энциклопедическими знаниями. Себя же Вяземский в редких письмах сестре в Москву смиренно, но не без присущей ему самоиронии, называет «иноком пустыни Афонской» и пишет, шутя: «Апельсины подают каждый день на трапезу, попросил было огурцов солёных, но нельзя: привозят их из России и берегут к большому празднику». Князю было очень неуютно среди братии — она так мало походила на миссионеров, которых он видел в монастырях Тибета. Что происходило в душе Вяземского, единственной «отрадой» которого стали не мечты о новых путешествиях и прокладывание на карте новых маршрутов, а рутинное копание в старых рукописях да общие разговоры во время совместных трапез? Посещали ли его мысли о смерти? Может, он уже чувствовал её приближение? Об этом можно лишь гадать… Как бы то ни было, в один из безмятежных солнечных дней, столь похожих на другие, князь утонул во время купания. Был ли это шаг отчаяния или трагическая случайность? Или знакомый с тайнами учениями тибетских философов Вяземский понял, что его жизненный цикл завершён, — и он сам оборвал его с улыбкой на лице?
На Святой горе мало земли и потому усопших только на время закапывают в землю. Когда через несколько лет плоть превращается в тлен, «выкапывают скелет, пишут на черепе имя почившего монаха и кладут его рядом с другими в усыпальницу монастыря». Там и покоится ныне череп князя Вяземского.
Сведений о жене К. Вяземского, кроме того, что было известно, что она участвовала с ним в путешествии в Марокко, — не имеется.